# بايرن ميونخ موسم 2011–12
كان موسم 2011–12 الموسم الـ113 في تاريخ نادي بايرن ميونخ والموسم الـ47 له تواليًا في الدرجة الأولى من الدوري الألماني. في قائمة فوربس السنوية لأغلى أندية كرة القدم، احتل بايرن ميونخ المركز الخامس بين الفربق الأكثر قيمة في العالم. 